# Лаура Оливети
Лаура Адриана Оливети, нар. Лала (на италиански: Laura Adriana Olivetti, detta Lalla) е италианска психоложка и филантроп, дъщеря на Адриано Оливети и внучка на Камило Оливети, създател на „Оливети“ – първата фабрика за пишещи машини в Италия.

## Биография
Лаура Адриана (нар. Лала) е дъщеря на италианския предприемач и инженер Адриано Оливети (* 11 април 1901, † 27 февруари 1960) и на втората му съпруга Грация Галети (* 1927, † 13 януари 2014). Родена е на 6 декември 1950 г. в град Торино, Северна Италия, но живее в столицата на Италия Рим от следването си в университета. След Роберто, Лидия и Анна от първия брак на баща ѝ с Паола Леви, тя е най-малката дъщеря на една от най-значимите личности на 20 век в Италия.
След като се дипломира с пълно отличие и с грамота (cum laude) по филология и философия в Римския университет „Ла Сапиенца“, Лаура се посвещава на психоаналитични изследвания с особено внимание към социалния дискомфорт сред имигрантите и хранителните разстройства при младежите, към Катедрата по психична хигиена на Медицинския и хирургически факултет на университета. Взима участие в изследването „Оценка на психо-социалния дискомфорт на имигрантите в Италия“ по поръчка на Министерството на труда и в сътрудничество с Caritas Diocesana – католическа благотворителна организация, присъстващи във всяка епархия. От това изследване се раждат различни нейни публикации в сътрудничество с други автори. Занимава се и с отпадането на учениците от средните училища (от 6-и до 8-и клас вкл.).
През 1974 г. Лаура Оливети се омъжва за Доменико де' Лигуори Карино, от когото има 3 сина: Никола, Джакомо и Бениамино.
През 1979 г. влиза в Управителния съвет на Фондация „Адриано Оливети“ и се ангажира заедно с брат си Роберто Оливети в създаването на Историческия архив на Оливети в град Ивреа. Тя лично предоставя архивите на баща си Адриано и на дядо си Камило. През същата година е избрана за Мелничарката Виолета (т. нар. „Ла Муняя“) – сред главните действащи лица на Историческия карнавал на Ивреа, подобно на майка ѝ Грация Галети през 1956 г.
Записана е в Регистъра на психолозите на Торино от 1991 г. Член е на Асоциацията за изследване на световния проблем на бежанците и е един от основателите на Италианското дружество за изследване на хранителните разстройства.
През 1997 г. заема председателското място във Фондация „Адриано Оливети“ и в продължение на почти 20 г. ръководи с упоритост и ентусиазъм дейността ѝ в 4 области на действие: икономика, политика, култура и общност.
По нейна идея в Италия от 2001 г. се прилага моделът „Нови поръчители“ – програма в полза на общественото изкуство, разпространена в Европа. Програмата е родена през 1991 г. по идея на белгийския художник и фотограф Франсоа Ер и от 1992 г. е с подкрепата на Фондасион дьо Франс. Насочена е към създаването на произведения на общественото изкуство в ролята му на средство за социална интеграция и градско реновиране – изкуство, което трябва да интерпетира, да бъде в услуга и да придава добавена стойност на общността, живееща в дадена област. Лаура Оливети поставя акцента върху социалната функция на изкуството в проекти, посветени на крайния римски квартал Корвиале, квартал Мирафиори Норд в Торино и затвора в Болате.
Неин е ангажиментът за съхранение и валоризиране от съвременна гледна точка на паметта на Оливети чрез богатите архиви на компанията и чрез придобиването на историческата издателска марка на Издателството на Общността, чието повторно лансиране е поверено на най-малкия ѝ син Бениамино де' Лигуори Карино.
Тя обръща постоянно внимание на международното популяризиране на индустриалния опит на Оливети и на ценностите на компанията в културното наследство на 20 век в Италия, както и на подготовката на кандидатурата на град Ивреа за включване в Списъка за световното културно и природно наследство на ЮНЕСКО, стартирала през 2008 г.
През 1998 г. под нейно председателство Фондация „Адриано Оливети“ се присъединява към мрежата на Европейския център за фондациите. Лаура е член на European Union Committee, който в сферата на EFC се занимава с връзките между фондациите и Европейската общност. От 2004 до 2008 г. представлява европейските фондации към EFC пред Международния комитет на Съвета на фондациите във Вашингтон, който насърчава сътрудничеството в областта на филантропията по цял свят. Тя членува и в Хагския клуб – орган, който обединява председателите на 30-те основни частни европейски фондации.
По нейна инициатива между 2010 г. и 2013 г. фондациите „Адриано Оливети“ и „Джовани Анели“ популяризират в Италия Азиатския женски университет – образователна институция за върхови постижения, родена в Бангладеш с цел разпространение на висшето образование сред жените в развиващите се азиатски страни.
През юли 2015 г. Италианската национална комисия към ЮНЕСКО ѝ присъжда Наградата за култура на ЮНЕСКО в Римския театър във Волтера (Тоскана), като по този начин признава нейната ангажираност като председателка на Фондация „Адриано Оливети“ „за разпространението на политическата, икономическата и социалната мисъл, която е способна да стане култура в най-високия смисъл на думата“ и „за способността ѝ да популяризира културни проекти с очевидни ефекти върху обществото и гражданите“.
Умира в град Ивреа, Пиемонт, на 19 декември 2015 г. след продължително боледуване на 65-годишна възраст.
От 2018 г. Ивреа е част от Списъка за световното културно и природно наследство на ЮНЕСКО. На 7 юни 2019 г. най-малкият син на Лаура – Бениамино в ролята му на Генерален секретар на Фондация „Адриано Оливети“ произнася реч на тържествената церемония по откриването на паметна плоча в града в ролята му на Индустриален град на XX век.

## Творби
- Carlo Olmo, Laura Olivetti, Costruire la città dell'uomo: Adriano Olivetti e l'urbanistica, Edizioni di Comunità, Torino, 2001
- Chiara Ricciardelli (presentazione di Laura Olivetti), Olivetti : una storia, un sogno ancora da scrivere : la sociologia del lavoro italiana nell'esperienza di Ivrea, Franco Angeli, Milano, 2001
- Carlo G. Lacaita (introduzione) e Laura Olivetti (a cura di), La misura di un sogno: L'avventura di Camillo Olivetti, Gruppo Loccioni, Angeli di Rosora, 2009
- Luciano Valle, Nerio Nesi, Sisto Capra, Laura Olivetti et al., Adriano Olivetti: l'impresa tra innovazione e bellezza!, Pime, Pavia, 2009
- Laura Curino, Gabriele Vacis (prefazione di Laura Olivetti), Adriano Olivetti: il sogno possibile, Vimodrone, 2010